# Synallaxe de Hellmayr
Gyalophylax hellmayri
Genre
Espèce
Statut de conservation UICN

 LC  : Préoccupation mineure
Le Synallaxe de Hellmayr (Gyalophylax hellmayri) est une espèce de passereaux appartenant à la famille des Furnariidae. C'est la seule espèce du genre monotypique Gyalophylax.
Il est endémique aux zones de Caatinga au nord-est de Brésil.
Il est de plus en plus rare en raison de la perte de son habitat.